# Râul Brătei
Râul Brătei este un curs de apă, al 13-lea afluent de dreaptat al râului Ialomița. Cursul superior al râului este cunoscut și sub numele de Râul Strungulița.

## Hidrografie
Râul Brătei are opt afluenți de stânga, râurile Valea lui Marco, Văcăria, La Poduri, Valea lui Bădescu, Vâlcelul Lucăcilă, Valea lui Moise, Lucăcilă, Izvorul Zănoagei, și șase afluenți de dreapta, Duda Mare, Duda Mică, Valea Neagră, Mitarca, Pârâul Sec, Șutila. 

## Hărți
- Harta Munților Bucegi  Arhivat în 28 mai 2008, la Wayback Machine.
- Harta Munților Leaota  Arhivat în 9 iunie 2008, la Wayback Machine.

Format:Bazinul Ialomița